# Jan Krzysztof Kluk
Jan Krzysztof Kluk, né le 13 septembre 1739 et mort le 2 juillet 1796, est un ecclésiastique et naturaliste polonais,

## Biographie
Jan Krzysztof Kluk, né le 13 septembre 1739 à Ciechanowiec en Podlachie, est issu d'une famille relativement modeste de la noblesse de Warmia. Il est fils de Marianna Elżbieta et Jan Krzysztof, architecte et bâtisseur principalement d'églises. Il fait ses études à Varsovie, puis à Drohiczyn et à l'école piariste de Łuków. Il entre dans le séminaire de St. Croix à Varsovie et il est ordonné prêtre en 1763. En 1763-1767, il est aumônier à la maison de Tomasz Ossoliński à Nura. Curé d’une riche paroisse de Winna en 1767-1770, puis de Ciechanowiec, il se rend célèbre surtout en tant que naturaliste de la région de Podlachie et Mazovie. 
Kluk est doué pour le dessin et la gravure, ce qui lui permet d'illustrer ses œuvres ultérieures. La princesse Anna Jabłonowska l'invite souvent dans son palais à Siemiatycze où il a l'accès à sa riche bibliothèque et à un cabinet d'histoire naturelle avec des collections zoologiques et botaniques rassemblées par Jabłonowska. Ces collections sont alors l'objet de d'admiration des hommes des Lumières polonaises (Stanisław August, Stanisław Staszic, Hugo Kołłątaj).
J. K. Kluk publie de nombreux articles qui modifie sensiblement les sciences naturelles et agricoles polonaises de l'époque. Dans les années 1777-1780, il écrit un ouvrage intitulé Description des plantes nécessaires et utiles et dans les années 1781-1782 un manuel de géologie et minéralogie en deux volumes intitulé La recherche, l'étude et l'utilisation des fossiles particulièrement précieux en 1785. Zoologie ou études des animaux pour la Commission de l'éducation nationale. 
K. Kluk reçoit le titre de docteur en sciences libérales et en philosophie à l'école principale du Grand-duché de Lituanie à Vilnius pour ses services dans le domaine de la diffusion de la culture agricole et des connaissances en histoire naturelle. Il est également décoré par le roi Stanisław August de la médaille d'or Merentibus Stanislas II. Il obtient plusieurs charges ecclésiastiques, notamment à Kruszwica, Brześć et Drohiczyn.
J. K. Kluk décède à Ciechanowiec le 2 juillet 1796 et y est enterré.
Un monument en sa mémoire, réalisé par Jakub Tatarkiewicz, est érigé en 1850 à Ciechanowiec . 